# Jiří Hudler
Jiří Hudler (* 4. ledna 1984, Olomouc) je bývalý český profesionální hokejista, který naposledy působil v zámořské NHL v klubu Dallas Stars. Po začátku kariéry v České extralize za klub HC Vsetín, byl v roce 2002 draftován klubem Detroit Red Wings. S tímto mužstvem vyhrál v roce 2008 Stanley Cup. Jiří Hudler hrál také za HK Dynamo Moskva v ruské KHL.

## Hráčská kariéra

### Česká extraliga
Už od útlého mládí byl Jiří Hudler považován za velkou naději českého hokeje. Exceloval ve všech mládežnických věkových kategoriích.
Do velkého hokeje nakoukl v dresu HC Vsetín v sezóně 1999–2000, když odehrál v české Extralize dvě utkání, v nichž si připsal bod za asistenci.
O rok později už patřil do hvězdami nabitého vsetínského týmu, který si na konci sezóny připsal extraligový titul. Hudler odehrál za Vsetín 22 utkání, po nichž byl odeslán na hostování do jiného extraligového týmu, do Havířova. V Havířově dostával více prostoru na ledě, ale stihl odehrát jen 15 zápasů. V tom patnáctém, v zápase proti Pardubicím, mu stop vystavil nešťastný náraz do hrazení a zlomenina obratle.
V sezóně 2001–2002 byl Jiří Hudler zpět a ve skvělé formě. Byl největší hvězdou obměněného mladého kádru Vsetína, když si ve 46 zápasech připsal stejný počet bodů, čímž vyhrál týmové bodování. Ani to ale nestačilo Vsetínu na postup do playoff. Playoff si Hudler nakonec zahrál, ale jen druhé nejvyšší soutěže. V dresu libereckých Bílých tygrů exceloval, ve 13 zápasech zaznamenal 16 bodů a výrazně týmu pomohl k vítězství v první lize a postupu do extraligy.
Za skvělé výkony byl Jiří Hudler odměněn nominací jak na Mistrovství světa U18, tak i na Mistrovství světa U20. Ms20 se celkově českému národnímu týmu moc nepodařilo a skončil až na 7. místě. Na MS hráčů do 18 let ale Česká republika získala bronzovou medaili. Jiří Hudler jako správný kapitán tým táhl. Zaznamenal 14 bodů za 7+7 čímž vyhrál týmové bodování a byl po boku Alexandra Ovečkina a Nikolaje Žerděva vyhlášen do útoku All Stars týmu celého mistrovství.
Po sezóně byl draftován klubem Detroit Red Wings jako jejich 1. volba (celkově 58).
V následující sezóně hrál Hudler ještě lépe. Po celou dobu jeho působení v české Extralize se přetahoval o vedení v produktivitě ligy. Začal pravidelně dostávat pozvánky do reprezentačního áčka a hlavně díky jeho hojnému bodové přínosu, v 30 utkáních 46 bodů (19+27), se Vsetín podíval opět po roce do playoff. U toho již Hudler ale nebyl. Před playoff o Hudlera začal projevovat eminentní zájem bohatý klub z ruské Superligy ledního hokeje Ak Bars Kazaň. Vsetínskému vedení se peníze velmi hodily na řešení finanční krize a tak pustilo svého nejlepšího hráče na hostování. Vsetín pak i přes bojovný výkon vypadl hned v prvním kole se Slavií. Hudlerovi se v Rusku nevedlo o mnoho lépe. V 11 utkáních základní části zaznamenal sice 6 bodů (1+5), ale pak přišlo zranění ruky a tak v playoff přidal před koncem ruského angažmá jen jediný zápas. Nebyl to ale konec celé sezóny. Hudler se dal během průběhu playoff natolik zdravotně dohromady, že po jeho skončení mohl přijmout pozvánku trenéra českého národního týmu na mistrovství světa. Na své první velké seniorské reprezentační akci zaznamenal v 9. zápasech 6 bodů (2+4). Český tým se umístil na nepopulárním čtvrtém místě.

### NHL
V sezóně 2003-04 odešel do Severní Ameriky. Ačkoli odehrál 12 utkání za Detroit Red Wings, zůstal většinu sezóny v týmu Grand Rapids Griffins, který je součástí AHL. V této nováčkovské sezóně stihl za tento tým nasbírat 49 bodů v 57 utkáních. Kvůli výluce NHL v sezóně 2004-05, zůstal část sezóny v nižší soutěži, ale také sehrál pár zápasů za HC Vsetín. I když NHL v roce 2005/2006 pokračovala, Jiří Hudler zahájil svojí třetí sezónu v Griffins, kde nasbíral úctyhodných 36 gólů a celkově 96 bodů v 76 utkáních. Tato bilance ho nominovala do druhého All-Star Teamu AHL a jeho 60 asistencí vytvořilo sezónní rekord klubu.
Do týmu Rudých Křídel se prorazil v sezóně 2006/2007 a nasbíral 25 bodů v 76 utkáních, čímž se stal, podle organizace Detroit Sports Broadcasters Association součástí nováčkovského týmu roku. Do playoff zasahoval jen sporadicky, neboť se o čas na ledě dělil s hráčem Kyle Calderem. Nasbíral 2 asistence v 6 utkáních. O Jiřího Hudlera se v počátcích staral bývalý hráč a kolega Robert Lang, u kterého nějaký čas pobýval, když přijel do Spojených států. Dokonce ho Robert Lang nazval svým třetím synem. Po své první sezóně v NHL se Hudler připravoval spolu s dalšími vynikajícími hráči jako Chris Chelios, Mathieu Schneider a Rob Blake v jižní Kalifornii. Výsledkem bylo jeho zesílení a celkové zlepšení schopností.
V jeho druhé kompletní sezóně za Red Wings si připsal 42 bodů. V červnu roku 2008 vyhrál Stanley Cup. Během playoff, které vedlo k jeho triumfu, skóroval 5× a připsal si 9 asistencí. Navíc ve finálové sérii ve čtvrtém utkání proti Pittsburgh Penguins vstřelil vítězný gól. V následující sezóně pokračoval ve vylepšování svých statistik. Dostal se na 23 vstřelených branek a celkem 57 bodů. Ani zlepšení statistik nestačilo na celkové vítězství v playoff. Red Wings prohráli v sedmém utkání s Pittsburgh Penguins a skončili těsně pod vrcholem.

### KHL
Po sezóně se stal omezeným volným hráčem a podal návrh k arbitráži. Avšak brzy poté podepsal smlouvu s týmem HK Dynamo Moskva, který byl součástí KHL. Smlouva mu zaručila plat ve výši 10M dolarů na dva roky. Téměř dvojnásobně (5,75M $), než mu později připsali u arbitráže za stejné období. Jako reakce na jeho konání, bylo podáno organizací USA hockey odvolání k IIHF, podle kterého Jiří Hudler stále patřil Red Wings. Během vyšetřování nebyla Hudlerovi poskytnuta transfer karta, která mu neumožňovala hraní KHL nebo bylo možné udělit klubu HK Dynamo Moskva sankce, pokud by hráč nastoupil. IIHF však později smlouvu schválila a hráč mohl za klub hrát.

### Návrat do NHL
Po jedné sezóně byl Hudler z týmu uvolněn 4 dny před tím, než se klub sloučil do HC Dynamo. O osm dní později se vrátil zpět do organizace Red Wings a po arbitráži mu byl přidělen plat ve výši 2,285 Mil. $ na dva roky.
Dne 2. července 2012 podepsal Jiří Hudler smlouvu s týmem Calgary Flames ve výši 16 mil. dolarů po dobu čtyř sezón, tedy za 4 mil. USD za sezónu.
Na první start v dresu "s plamenem" si ale musel počkat, neboť sezóna 2012/2013 byla kvůli výluce NHL zkrácena. Během výluky odehrál Jiří Hudler několik zápasů v KHL za tým HC Lev Praha, později nastupoval v České extralize, a to v dresu HC Oceláři Třinec.
Během sezóny 2014/2015 nastupoval za Calgary a po jejím skončení získal jako první Čech ocenění Lady Byng Trophy udělované za hokejové umění a gentlemanské chování. Hudler skončil v Calgary 27. února roku 2016, kdy ho klub v přestupním období poslal za volby ve druhém kole draftu 2016 a čtvrtém kole 2018 do amerického týmu Florida Panthers. Tam ve stejný den zamířil další z Čechů: obránce Detroitu Jakub Kindl. Oba se v novém působišti stali spoluhráči útočníka Jaromíra Jágra.
Pro sezónu 2016-17 podepsal jako volný hráč jednoroční smlouvu na 2 mil. USD s týmem Dallas Stars. O většinu sezóny ho ale připravila záhadná nemoc, kdy kvůli boji s virem stihl odehrát jen 32 zápasů. 

## Ocenění a úspěchy
- 2002 MS-18 - All-Star Tým
- 2006 AHL - All-Star Tým
- 2010 KHL - Sekundová trofej
- 2010 KHL - All-Star Game
- 2010 KHL - All-Star Game
- 2015 NHL - Lady Byng Memorial Trophy

## Prvenství

### NHL
- Debut - 16. října 2003 (Detroit Red Wings proti Vancouver Canucks)
- První asistence - 29. října 2003 (Detroit Red Wings proti St. Louis Blues)
- První gól - 10. prosince 2003 (Buffalo Sabres proti Detroit Red Wings, americkému brankáři Ryan Miller)

### KHL
- Debut - 11. září 2009 (HK Dynamo Moskva proti CSKA Moskva)
- První asistence - 16. září 2009 (HK Dynamo Moskva proti Salavat Julajev Ufa)
- První gól - 18. září 2009 (HK Dynamo Moskva proti Avangard Omsk, finskému brankáři Karrimu Ramovi)

## Rekordy
Klubový rekord Grand Rapids Griffins
- nejvíce nasbíraných asistencí za jednu sezónu (60)

## Klubové statistiky
| Sezóna           | Klub                  | Soutěž           |     | Základní část | Základní část | Základní část | Základní část | Základní část |    | Play off | Play off | Play off | Play off | Play off |
| Sezóna           | Klub                  | Soutěž           | Z   | G             | A             | B             | TM            | Z             | G  | A        | B        | TM       |          |          |
| 1999/2000        | HC Slovnaft Vsetín    | ČHL              | 2   | 0             | 1             | 1             | 0             | —             | —  | —        | —        | —        |          |          |
| 2000/2001        | HC Slovnaft Vsetín    | ČHL              | 22  | 1             | 4             | 5             | 10            | —             | —  | —        | —        | —        |          |          |
| 2000/2001        | HC Havířov Panthers   | ČHL              | 15  | 5             | 1             | 6             | 12            | —             | —  | —        | —        | —        |          |          |
| 2001/2002        | HC Vsetín             | ČHL              | 46  | 15            | 31            | 46            | 54            | —             | —  | —        | —        | —        |          |          |
| 2001/2002        | Bílí Tygři Liberec    | 1.ČHL            | 1   | 1             | 2             | 3             | 0             | 12            | 8  | 5        | 13       | 10       |          |          |
| 2001/2002        | HC Olomouc            | 2.ČHL            | 1   | 0             | 2             | 2             | 4             | —             | —  | —        | —        | —        |          |          |
| 2002/2003        | HC Vsetín             | ČHL              | 30  | 19            | 27            | 46            | 23            | —             | —  | —        | —        | —        |          |          |
| 2002/2003        | Ak Bars Kazaň         | RSL              | 11  | 1             | 5             | 6             | 12            | 1             | 0  | 0        | 0        | 0        |          |          |
| 2003/2004        | Detroit Red Wings     | NHL              | 12  | 1             | 2             | 3             | 10            | —             | —  | —        | —        | —        |          |          |
| 2003/2004        | Grand Rapids Griffins | AHL              | 57  | 17            | 32            | 49            | 46            | 4             | 1  | 5        | 6        | 2        |          |          |
| 2004/2005        | Grand Rapids Griffins | AHL              | 52  | 12            | 22            | 34            | 10            | —             | —  | —        | —        | —        |          |          |
| 2004/2005        | Vsetínská hokejová    | ČHL              | 7   | 5             | 2             | 7             | 10            | —             | —  | —        | —        | —        |          |          |
| 2005/2006        | Grand Rapids Griffins | AHL              | 76  | 36            | 60            | 96            | 56            | 16            | 6  | 16       | 22       | 20       |          |          |
| 2005/2006        | Detroit Red Wings     | NHL              | 4   | 0             | 0             | 0             | 2             | —             | —  | —        | —        | —        |          |          |
| 2006/2007        | Detroit Red Wings     | NHL              | 76  | 15            | 10            | 25            | 36            | 6             | 0  | 2        | 2        | 4        |          |          |
| 2007/2008        | Detroit Red Wings     | NHL              | 81  | 13            | 29            | 42            | 26            | 22            | 5  | 9        | 14       | 14       |          |          |
| 2008/2009        | Detroit Red Wings     | NHL              | 82  | 23            | 34            | 57            | 16            | 23            | 4  | 8        | 12       | 6        |          |          |
| 2009/2010        | HK Dynamo Moskva      | KHL              | 54  | 19            | 35            | 54            | 18            | 4             | 0  | 1        | 1        | 4        |          |          |
| 2010/2011        | Detroit Red Wings     | NHL              | 73  | 10            | 27            | 37            | 28            | 4             | 1  | 2        | 3        | 6        |          |          |
| 2011/2012        | Detroit Red Wings     | NHL              | 81  | 25            | 25            | 50            | 42            | 5             | 2  | 0        | 2        | 4        |          |          |
| 2012/2013        | HC Lev Praha          | KHL              | 4   | 0             | 1             | 1             | 2             | —             | —  | —        | —        | —        |          |          |
| 2012/2013        | HC Oceláři Třinec     | ČHL              | 4   | 3             | 2             | 5             | 4             | —             | —  | —        | —        | —        |          |          |
| 2012/2013        | Calgary Flames        | NHL              | 42  | 10            | 17            | 27            | 22            | —             | —  | —        | —        | —        |          |          |
| 2013/2014        | Calgary Flames        | NHL              | 75  | 17            | 37            | 54            | 16            | —             | —  | —        | —        | —        |          |          |
| 2014/2015        | Calgary Flames        | NHL              | 78  | 31            | 45            | 76            | 14            | 11            | 4  | 4        | 8        | 2        |          |          |
| 2015/2016        | Calgary Flames        | NHL              | 53  | 10            | 25            | 35            | 17            | —             | —  | —        | —        | —        |          |          |
| 2015/2016        | Florida Panthers      | NHL              | 19  | 6             | 5             | 11            | 10            | 6             | 0  | 1        | 1        | 4        |          |          |
| 2016/2017        | Dallas Stars          | NHL              | 32  | 3             | 8             | 11            | 4             | —             | —  | —        | —        | —        |          |          |
| Celkem v NHL     | Celkem v NHL          | Celkem v NHL     | 708 | 164           | 264           | 428           | 243           | 83            | 16 | 26       | 42       | 40       |          |          |
| Celkem v RSL/KHL | Celkem v RSL/KHL      | Celkem v RSL/KHL | 69  | 20            | 41            | 61            | 68            | 5             | 0  | 1        | 1        | 4        |          |          |

## Reprezentace
| Rok                    | Tým                    | Soutěž                 | Z  | G  | A  | B  | TM |
| ---------------------- | ---------------------- | ---------------------- | -- | -- | -- | -- | -- |
| 2000                   | Česko 17               | MS-17                  | 5  | 2  | 4  | 6  | 0  |
| 2000                   | Česko 18               | MS-18                  | 6  | 0  | 2  | 2  | 8  |
| 2002                   | Česko 18               | MS-18                  | 8  | 7  | 7  | 14 | 8  |
| 2002                   | Česko 20               | MSJ                    | 7  | 1  | 2  | 3  | 0  |
| 2003                   | Česko 20               | MSJ                    | 6  | 3  | 4  | 7  | 2  |
| 2003                   | Česko                  | MS                     | 9  | 2  | 4  | 6  | 2  |
| 2004                   | Česko 20               | MSJ                    | 7  | 2  | 3  | 5  | 6  |
| 2013                   | Česko                  | MS                     | 8  | 4  | 1  | 5  | 6  |
| 2014                   | Česko                  | MS                     | 10 | 1  | 3  | 4  | 8  |
| Juniorská reprezentace | Juniorská reprezentace | Juniorská reprezentace | 39 | 15 | 22 | 37 | 24 |
| Seniorská reprezentace | Seniorská reprezentace | Seniorská reprezentace | 27 | 7  | 8  | 15 | 16 |